# Berggärdsmyg
Berggärdsmyg (Troglodytes solstitialis) är en fågel i familjen gärdsmygar inom ordningen tättingar.

## Utseende och läte
Berggärdsmygen är en liten och kortstjärtad gärdsmyg. Den är genomgående brun i fjäderdräkten, undertill mer bjärt beigefärgad och med ett tydligt vit- eller beigeaktigt ögonbrynsstreck. Husgärdsmygen har mycket mindre tydligt ögonbrynsstreck och längre stjärt. Sången är ljus och klingande.

## Utbredning och systematik
Berggärdsmyg förekommer i Anderna och delas in i fem underarter med följande utbredning:
- T. s. solitarius – Colombia och i västra Venezuela
- T. s. solstitialis – södra Colombia till Ecuador och Cajamarca i norra Peru.
- T. s. macrourus – östcentrala Peru (från södra Amazonas till Cusco)
- T. s. frater – Puno i allra sydöstligaste Peru till Bolivia
- T. s. auricularis – nordvästra Argentina (söder till Tucumán och Catamarca)

## Levnadssätt
Berggärdsmygen hittas som namnet avslöjar i bergstrakter, på mellan 1500 och 3200 meters höjd, ibland ner till 1000 meter. Där ses den enstaka eller i par i skogars mellersta skikt, ofta som en del av kringvandrande artblandade flockar.
¨

## Status och hot
Arten har ett stort utbredningsområde, men tros minska i antal, dock inte tillräckligt kraftigt för att den ska betraktas som hotad. Internationella naturvårdsunionen IUCN listar arten som livskraftig (LC).